# Timmia norvegica
Timmia norvegica là một loài rêu trong họ Timmiaceae. Loài này được J.E. Zetterst. mô tả khoa học đầu tiên năm 1862.